# 작은 연못
《작은 연못》은 2010년에 개봉한 대한민국의 영화이다.
이 작품은 한국 전쟁 당시 미군이 충청북도 영동군 노근리 주민들을 학살한 노근리 양민 학살 사건을 고발한 역사영화이다. 제작사가 누리집에서 공개한 미니 다큐에 의하면 진상 규명이 되지 않았던 노근리 학살 사건을 고발한 AP통신 최상훈 기자의 제안으로 시나리오를 쓰기 시작했으며, 미군의 폭력으로 몸과 정신이 망가진 생존자들을 어렵게 설득하는 작업, 4년간의 현장답사라는 노력으로 제작되었다. 당시 투자자들이 다큐멘터리 영화는 돈벌이가 아니 된다고 해서 투자를 하지 않아, 강신일, 이대연, 박광정 등의 배우들이 출연료를 전혀 받지 않고 출연하였다.

## 줄거리

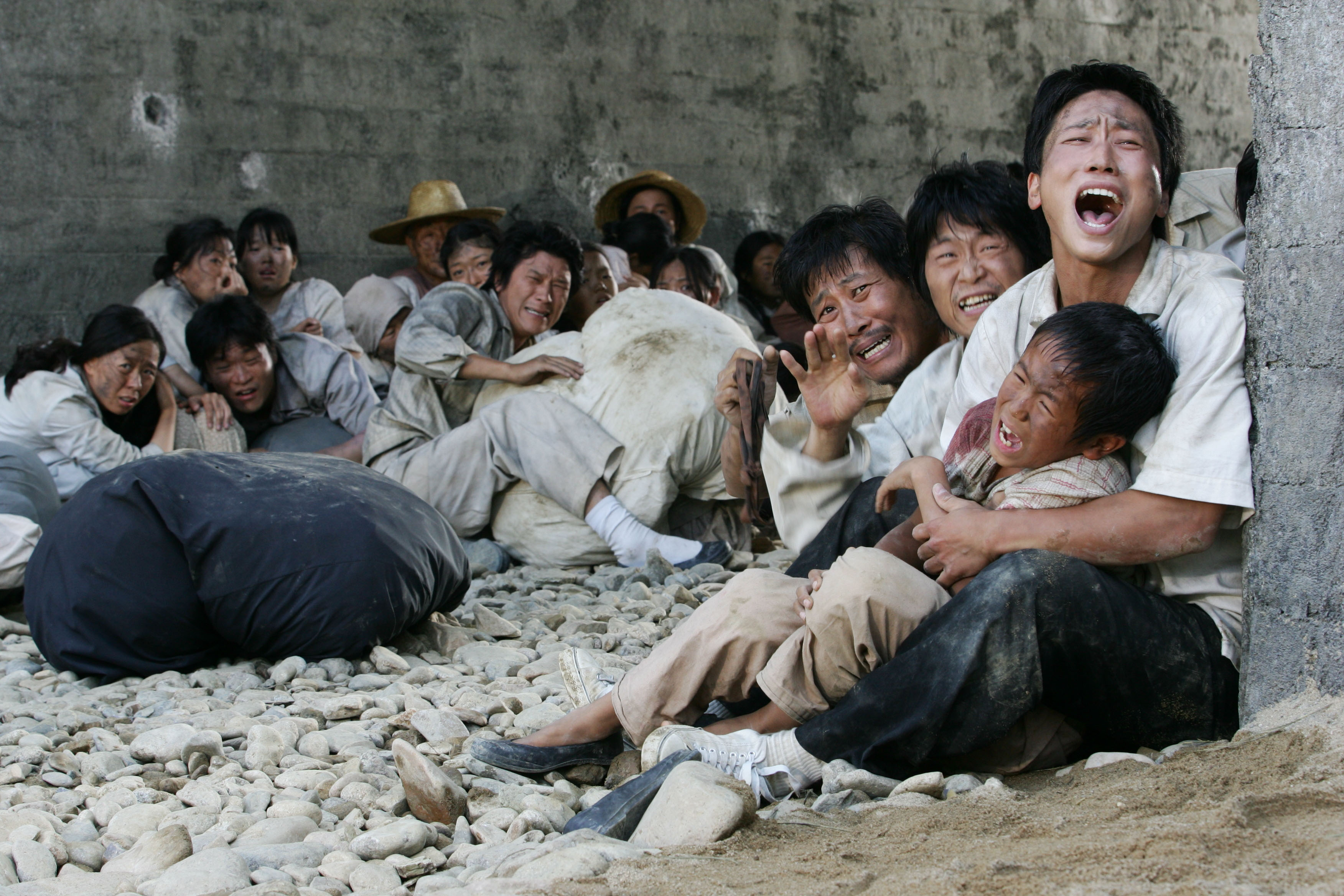
작은 연못의 한 장면

충청북도 영동군 노근리 주민들은 '도락구(트럭)에 실어 남쪽으로 피난시켜준다'는 미군의 거짓말에 임진년 난리를 피했다는 가마봉을 내려오지만, "어떤 피난민도 전선을 넘지 못하게 하라. 전선을 넘으려는 자는 모두 사살하라"는 명령을 받고 있던 미군의 공습과 기관총 사격으로 학살당한다. 산골에서 농사를 지으며 살던 순진한 민중들은 죽어가면서도 "미군이 왜 쏴! 빨갱이가 쏘겄지","넌 살아야 혀. 살아서 대를 이어야 혀"(할아버지가 손주에게 족보를 주며),"울지 말어, 니(아가)가 우니께 자꾸 총을 쏘잖어"(아빠가 미군의 총질을 피하기 위해 아기를 질식사시키며)라고 말하며 자신들의 가해자가 누구인지 깨닫지 못한다.

## 평론
한겨레 21 임종업 선임기자는 작은 연못을 "속절없이 스러져간 무명씨들께 바치는 조사", "스크린에 새긴 노근리의 진실"라고 불렀는데, 영화가 전쟁으로 인해 엄밀하게 말하면 미군의 폭력에 의해 억울하게 고통받는 이름없는 민중의 한과 미국 AP 통신과 생존자들의 고발에 의해 진실이 밝혀지고 진상조사로 범죄사실이 공인될 때까지 미국과 대한민국에 의해 은폐된 노근리 학살이라는 역사적 사실을 민중의 말로 담아내었다는 뜻으로 생각된다.실제로 영화에 출연한 문성근씨는 2010년 6월 19일 한국방송 영화프로그램 영화가 좋다와의 인터뷰에서 "자신이 왜 죽었는지 모른채 죽어간 분들의 진실을 알리고 싶었다."라고 하였으며, 영화가 좋다에서 제작한 작은 연못 소개코너에서도 "우리엄마는 나쁜 사람이 아니야.", "이 진실을 알려야 해"라는 대사와 목숨은 살았으되 몸과 정신은 망가진 생존자들의 한이 담긴 증언이 나온다.

## 캐스팅
- 신명철 : 짱이 역
- 전혜진 : 짱이 엄마 역
- 박채연 : 짱이 동생 연이 역
- 이대연 : 짱이 고모부 역
- 박지아 : 짱이 고모 역
- 주예린 : 짱이 고모딸 역
- 김지호 : 짱이 고모딸 역
- 김의진 : 자야 역
- 최종률 : 자야네 할배 역
- 김승욱 : 자야 아빠 역
- 이승비 : 자야 엄마 역
- 김서연 : 자야네 막내 역
- 김요한 : 자야 삼촌 역
- 김수정 : 자야 숙모 역
- 손형수 : 개비 역
- 김뢰하 : 개비 아빠 역
- 박명신 : 개비 엄마 역
- 박희진 : 개비 누이 지니 역
- 손가희 : 개비네 막내 가희 역
- 정성훈 : 꾸리 역
- 이성민 : 꾸리 아빠 역
- 김덕은 : 꾸리 엄마 역
- 김가영 : 꾸리 동생 수야 역
- 이다인 : 꾸리 동생 단이 역
- 문성근 : 문씨 역
- 탁성은 : 문씨 처 역
- 윤영민 : 문씨 맏딸 영이 역
- 이동규 : 문씨 맏사위 역
- 정해원 : 문씨 손자 역
- 김지현 : 문씨 둘째딸 현이 역
- 민성욱 : 문씨 아들 욱이 역
- 김두용 : 문씨네마름노총각김씨 역
- 민복기 : 민씨 역
- 이화진 : 민씨 처 역
- 민정기 : 민씨 네할배 역
- 이대린 : 민씨 딸 역
- 민경민 : 민씨 아들 대식 역
- 김세동 : 김씨 역
- 최덕문 : 김씨 사위 병도 역
- 이안나 : 김씨 맏딸 마지 역
- 김의건 : 김씨 아들 웅이 역
- 윤아름 : 김씨 막내딸 정이 역
- 서동갑 : 서씨 역
- 홍지수 : 서씨 처
- 정다은 : 서씨 딸 역
- 박광정[1] : 박씨 역
- 김정영 : 박씨 처 역
- 이지원 : 박씨 딸 역
- 김류나 : 박씨 둘째딸 역
- 강신일 : 강씨 역
- 황미선 : 강씨 처 역
- 최지숙 : 강씨네 할매 역
- 강경희 : 강씨 맏딸 역
- 박정주 : 강씨 둘째딸 역
- 서란 : 강씨 막내딸 역
- 정석용 : 피난민들 역
- 박원상 : 피난민들 역
- 문소리 : 피난민들 역
- 최용민 : 피난민들 역
- 박노식 : 피난민들 역
- 유해진 : 피난민들 역
- 황영희 : 피난민들 역
- 장명갑 : 피난민들 역
- 윤덕용 : 피난민들 역
- 이태훈 : 피난민들 역
- 정민주 : 피난민들 역
- 류제승 : 피난민들 역
- 송강호 : 경찰 간부 역
- 오용 : 경찰 정보원 역
- 김민재 : 경찰 대원 역
- 류재승 : 경찰 대원 역
- 방승혁 : 경찰 대원 역
- 신영옥 : 피난민들 / 경찰 대원 역
- 신채환 : 경찰 대원 역
- 채원석 : 피난민들 / 경찰 대원 역
- 최서현 : 인민군 소녀병 역
- 이케다 나오다카 : 일본인 통역병 역

## 수상
- 2009년 제14회 부산국제영화제 갈라 프레젠테이션
- 2010년 제18회 춘사영화제 출품작
- 2010년 제9회 뉴욕 아시아 영화제 한국영화
- 2010년 제34회 카이로 국제 영화제 축제의 축제